# Masaharu Fukuyama
Masaharu Fukuyama (福山雅治, Fukuyama Masaharu, Nagasaki, 6 de fevereiro de 1969) é um cantor de J-pop, compositor, produtor, personalidade do rádio, ator e fotógrafo. Ele é gerenciado pela Amuse e estreou em 1990 sob o rótulo da BMG JAPAN. Em 2000, transferiu-se para a Universal Music Japan. Seu fã-clube oficial é chamado de "BROS.".

## Discografia

### Álbuns
1. 21 de abril de 1990- Dengon (伝言; Rumour)
2. 21 de março de 1991- LION
3. 6 de novembro de 1991- BROS.
4. 21 de novembro de 1992- BOOTS
5. 21 de outubro de 1993- Calling
6. 9 de junho de 1994- ON AND ON
7. 24 de junho de 1998- SING A SONG
8. 25 de abril de 2001- f.
9. 6 de dezembro de 2006- 5 Nen Mono (5年モノ; The 5 Years)
10. 30 de junho de 2009- Zankyou (残響; Echo)